# David Miculescu
David Raul Miculescu (n. 2 mai 2001, Timișoara, România) este un fotbalist român, care joacă pe post de atacant la FCSB în SuperLiga României. Pe plan internațional, are prezențe la națională pentru România Sub-19.
Și-a început cariera de senior la UTA Arad în 2017, strângând peste 110 de jocuri în toate competițiile înainte de a semna de FCSB, cinci ani mai târziu.
Pe plan internațional, Miculescu a reprezentat România la categoriile de vârstă sub-18, sub-19, sub-21 și sub-23.

## Palmares
UTA Arad
- Liga a II-a: 2019–2020

FCSB
- Superliga României 2023/2024
- Supercupa României 2024